# 仙奴諾節

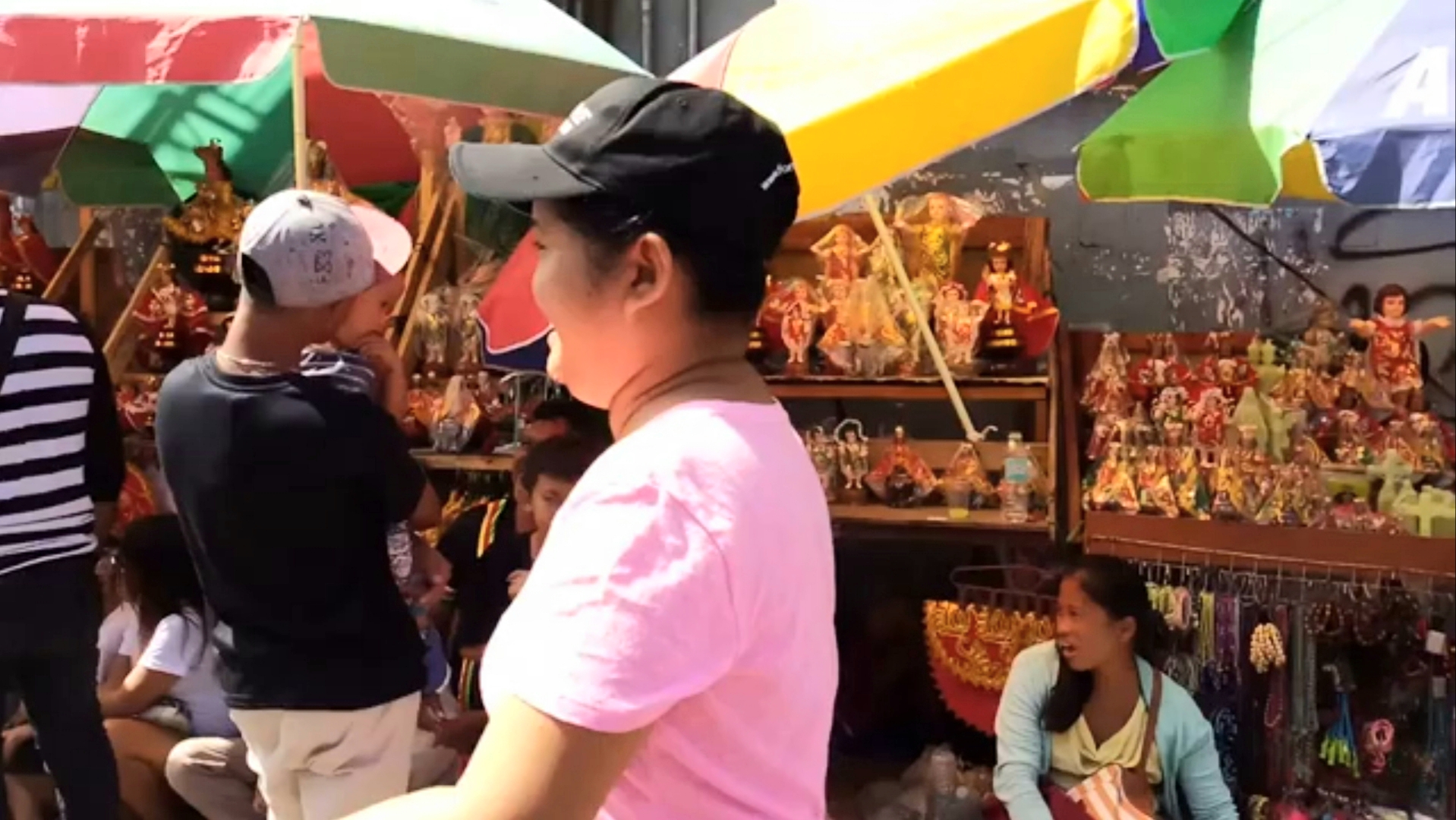
2020仙奴諾節慶小販販賣各式聖嬰像

仙奴諾節（Sinulog-Santo Niño Festival），又名聖嬰節，慶祝時間為每年一月的第三個星期天，地點在菲律賓宿霧省宿霧市。
活動期間宿霧市會有大型交通管制，讓樂隊、遊行花車、舞蹈表演、大型人偶遊街，晚上的煙火表演、狂歡派對能順利進行。眾人會攜帶自己的聖嬰像參加慶典。節慶相關的商業活動頻繁，例如販賣各種大小、各國特色服飾的聖嬰像及其他聖嬰節周邊商品，如寫有Sinulog字樣的T恤。各地也會播放著歡慶仙奴諾節的流行音樂。這天也會有商人在路上販賣蠟筆，讓大眾可以把自己彩繪成繽紛的色彩。節慶的重頭戲是殖民者將聖嬰獻給宿霧皇后的歌舞劇表演，以及節慶皇后的選拔，勝利者將成為仙奴諾節的領舞者。

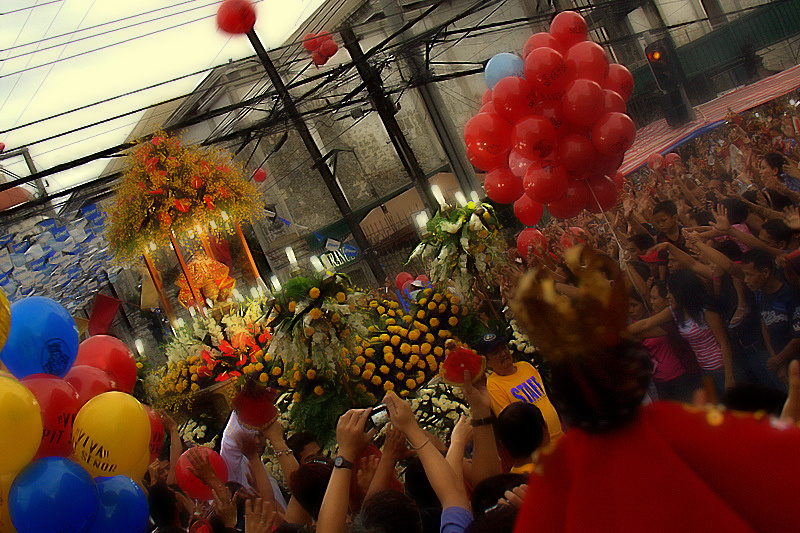
遊行隊伍

仙奴諾節的口號為 : ''VIVA PIT SEÑOR ! ''，意為「聖嬰萬歲 ! 」

## 名稱來源
Sinulog一詞既是慶典的名稱，也是向聖嬰致敬的舞蹈儀式，動作為往前兩步後退一步。Sinulog一詞根源自宿霧語的sulog，意思是「像水流移動」。Sinulog原先是宿霧人傳統信仰的舞蹈，後來則用以表達對聖嬰的敬仰。

## 歷史
1521年4月7日由斐迪南·麥哲倫帶領的西班牙征服者船隊抵達宿霧，宣布宿霧成為西班牙的殖民地，並帶來黑皮膚的聖嬰像，作為宿霧皇后Hara Amihan受洗的禮物。然而麥哲倫不久在一場戰役中死亡，存活的征服者則回到西班牙構思新的征服計畫。1565年4月28日改由米格爾·洛佩斯·德萊加斯皮帶領的船隊抵達宿霧，開始殖民，並正式引進天主教信仰。
1980年舉辦第一場仙奴諾舞蹈遊行。由菲律賓運動與青年發展部偕同體育老師、七所學校與大學以及聖嬰聖殿的蠟燭攤販共同舉辦。由原先的宗教意義，擴大到為娛樂性的節慶。